# زرنيخيد
الزرنيخيد (حرفياً أرسينيد) عبارة عن أنيون (أيون سالب) يحوي ذرة زرنيخ له الشحنة -3. بمعنى آخر فإن الزرنيخيد هو مركب للزرنيخ عندما يكون بحالة الأكسدة -3، أي بوجود ثلاث إلكترونات إضافية على ذرة الزرنيخ 3- As. 
يمكن اعتبار الزرنيخيدات كأملاح لغاز الأرسين السام AsH3. يمكن للزرنيخيدات أن تشكل روابط تساهمية بالإضافة إلى قدرتها على تشكيل روابط أيونية. 
من الأمثلة على مركبات الزرنيخيدات مركب زرنيخيد الغاليوم وزرنيخيد ألومنيوم غاليوم والمستخدمان في تقنية أشباه الموصلات. كما يدخل في تركيب العديد من المعادن في القشرة الأرضية.

## أمثلة على الزرنيخيدات

### مركبات
- زرنيخيد الغاليوم GaAs
- زرنيخيد الإنديوم InAs
- زرنيخيد النيكل NiAs

### معادن
- ألغودونيت (Cu6As ,(Algodonite
- دوميكيت (Cu3As, (Domeykite
- نيكيلين (NiAs, (Nickeline
- راميلسبيرغيت (NiAs2, (Rammelsbergite
- سكوتيروديت (Co,Ni)As3, (Skutterudite)
- سبيريليت (PtAs2, (Sperrylite